# 平尾剛
平尾 剛（ひらお つよし、 1975年5月3日 - ）は、日本の元ラグビー選手。
神戸親和女子大学発達教育学部ジュニアスポーツ教育学科教授（2019年現在）。専門分野は「スポーツ教育学」「運動学」。 研究課題は「身体とスポーツ」「子どもの発達に根ざしたスポーツ教育」。

## プロフィール
- 大阪府出身。
- 現役時代のポジションはフルバック(FB)、ウィング(WTB)。
- 日本代表キャップは11。

## 来歴
ラグビーを始めたのは中1の途中から。バスケ部を退部した頃、熱心に勧誘してくれたラグビー部員たちに惹かれて入部を決意したのがきっかけ。
同志社香里中学校・高等学校、同志社大学（商学部）を卒業。
三菱自動車工業京都を経て、神戸製鋼コベルコスティーラーズ（1999年 - 2006年度まで）に所属。
1999年、第4回ラグビーW杯日本代表に選出された。
2007年3月、プレー中の脳震盪の後遺症（複視や視界の歪み）により現役を引退。
兵庫県神戸市のクラブチーム「SCIXラグビークラブ」で事務局の運営と指導に携わりつつ、神戸親和女子大学大学院文学研究科で教育学を専攻した（2008年3月に修士課程を修了）。

## 著書
- 『合気道とラグビーを貫くもの－次世代の身体論』（2007/9/13、朝日新書64） ISBN 978-4022731647 - （内田樹と共著）
- 『近くて遠いこの身体』（2014/9/27、ミシマ社） ISBN 978-4903908557 [4]
- 『ぼくらの身体修行論』（2015/3/9、朝日文庫） ISBN 978-4022618252  - （内田樹と共著）
- 『脱・筋トレ思考』（2019/8/29、ミシマ社） ISBN 978-4909394255

## 連載
- 毎日新聞関西版夕刊 「平尾剛の身体観測」 （2006 - 2011年、隔週火曜日）[12]